# خوان کروز گیل
خوان کروز گیل (انگلیسی: Juan Cruz Gill؛ زادهٔ ۱۸ ژوئیهٔ ۱۹۸۳) بازیکن فوتبال اهل آرژانتین است.
از باشگاه‌هایی که در آن بازی کرده‌است می‌توان به باشگاه فوتبال والتا اشاره کرد.